# Paramphiascella curtiseta
Paramphiascella curtiseta är en kräftdjursart. Paramphiascella curtiseta ingår i släktet Paramphiascella och familjen Diosaccidae. Inga underarter finns listade i Catalogue of Life.